# KTM 1050 Adventure
Die KTM 1050 Adventure [ədˈventʃəʳ] ist ein Motorrad des österreichischen Fahrzeugherstellers KTM Industries AG. Die Reiseenduro wurde 2014 auf der EICMA in Mailand der Presse vorgestellt und bis 2016 in Mattighofen montiert.

## Technik

### Antrieb
Der Antrieb erfolgt durch den aus der 1190 Adventure bekannten, flüssigkeitsgekühlten Zweizylindermotor mit nun 1050 cm³ Hubraum. Der Zylinderbankwinkel zwischen den zwei Zylindern des V-Motors beträgt 75°. Der Viertaktmotor erzeugt eine Nennleistung von 70 kW (95 PS) und ein maximales Drehmoment von 107 Nm bei einer Drehzahl von 5750/min. Die vier Ventile je Zylinderkopf werden von zwei obenliegenden, zahnradgetriebenen Nockenwellen über DLC-beschichtete Schlepphebel angesteuert. Die zwei Zylinder haben eine Bohrung von 103 mm Durchmesser, die Kolben einen Hub von 63 mm. Drei Rotorpumpen gewährleisten die Druckumlaufschmierung.

### Fahrwerk
Das Fahrwerk baut auf einem selbsttragenden Gitterrahmen auf, der aus pulverbeschichteten Chrom-Molybdän-Oval-Stahlrohren besteht und 9,8 kg wiegt. Der angeschraubte Heckrahmen besteht aus Vierkantrohren aus Aluminium. Das Hinterrad wird von einer Zweiarmschwinge aus Aluminium geführt, das Vorderrad über eine UpsideDown-Teleskopgabel. Die Kraftumwandlung erfolgt durch ein klauengeschaltetes Sechsganggetriebe, die Krafttrennung durch eine Mehrscheiben-Anti-Hopping-Kupplung im Ölbad und der Sekundärantrieb über eine X-Ring-Kette. Die Kupplung wird hydraulisch betätigt.
Am Vorderreifen verzögert eine Doppelscheibenbremse mit 320 mm Durchmesser von Brembo mit schwimmend gelagerten Bremszangen, hinten eine Scheibenbremse mit Zweikolben-Festsattel. Das Bremssystem wird von einem abschaltbaren, kombinierten Zweikreis-Antiblockiersystem von Bosch unterstützt.
Die Reifendimensionen sind vorne 110/80-19 und hinten 150/70-17 und stellen damit einen Kompromiss zwischen Straßen- und Geländetauglichkeit dar.

### Elektrisches System
Das Motorrad verfügt über ein elektrisches Ride-by-Wire-System, welches die Gasgriffbefehle elektronisch über verschiedene Leistungs-Mappings (Street, Sport, Rain, Off-Road) in die entsprechende Drosselklappenstellung umsetzt und eine elektronische Traktionskontrolle. Eine Starterbatterie mit einer Kapazität von 11,2 Ah versorgt den elektrischen Anlasser. Die Lichtmaschine erzeugt eine elektrische Leistung von 450 Watt.

### Kraftstoffversorgung
Die Gemischbildung erfolgt durch elektronisch gesteuerte Kraftstoffeinspritzung. Zwei unterschiedlich große Zündkerzen je Zylinder zünden das Kraftstoffgemisch. Der durchschnittliche Kraftstoffverbrauch beträgt 5,5–6,0 l auf 100 km bei einer Geschwindigkeit von 120 km/h. Der bruchsichere Kraftstofftank aus Kunststoff hat ein Volumen von 23 Liter und ermöglicht eine theoretische Reichweite von 380–418 km. Der Hersteller empfiehlt die Verwendung von bleifreiem Motorenbenzin mit einer Klopffestigkeit von mindestens 95 Oktan. E-10 Treibstoff kann getankt werden.

### Abgasanlage
Die Abgasnachbehandlung erfolgt durch einen geregelten Katalysator mit Sekundärluftsystem. Die zwei Abgaskrümmer münden am Heck auf der rechten Fahrzeugseite in einen Endschalldämpfer aus Edelstahl.

## Marktpositionierung
Die KTM 1050 Adventure ist als kleine Schwester der KTM 1190 Adventure eher auf konservative Fahrer ausgelegt, die bei einer Reiseenduro weniger Wert auf Höchstleistung und elektronische Fahrwerke legen.
| Hersteller | Name                | Motor | Hubraum | kW | PS  | Nm  |
| ---------- | ------------------- | ----- | ------- | -- | --- | --- |
| KTM        | 1050 Adventure      | V2    | 1050    | 70 | 95  | 107 |
| Suzuki     | V-Strom 1000        | V2    | 1037    | 74 | 100 | 103 |
| Triumph    | Tiger 800           | R3    | 799     | 70 | 95  | 79  |
| Honda      | VFR800X Crossrunner | V4    | 782     | 75 | 102 | 74  |
| BMW        | F 800 GS Adventure  | R2    | 798     | 63 | 85  | 83  |